# Coaching
El coaching es un método de acompañamiento personalizado con el objetivo de mejorar las competencias y actuaciones de un individuo, de un grupo o de una organización, gracias a la ampliación de conocimientos y la optimización de los procesos y métodos de organización y de control.
Originalmente desarrollado en torno al deporte, a finales del siglo XX su uso ha sobrepasado este contexto, aplicándose también al ámbito empresarial y el desarrollo personal. 
En ocasiones, al alumno se le conoce como coachee. A menudo, el coaching puede significar una relación informal entre dos personas, una de las cuales tiene más pericia que la otra y ofrece consejos y orientación a medida que la persona entrenada aprende; sin embargo, el coaching se diferencia de la tutoría al centrarse en tareas u objetivos específicos, en contraposición a metas más generales o desarrollo general.
El coaching tiene como principales clientes a profesionales, directivos, empresarios y ejecutivos con ingresos correspondientes a sectores medio-altos o altos.

## Terminología
Acorde a la Real Academia Española, es innecesario usar la palabra coach y sus derivados (coaching, coachee, etc.) al hablar en español, argumentando que ya existen términos equivalentes como entrenador, monitor y preparador.  En la lingüística costarricense se identificó que coaching y  coachee son anglicismos, al igual que en la peruana, y se observó que coachee requiere traducción o explicación.

## Historia
El coaching apareció en Estados Unidos a principios de los años 1960. Tiene sus raíces en la cibernética (desde 1942), la escuela de Palo Alto (desde 1953) y la New Age (en el Instituto Esalen de California, desde 1961).

## Tipos decoaching
Hay varias maneras de clasificar los distintos tipos de coaching. Según el contenido, puede ser:
- Personal: se centra en las habilidades para la vida diaria, como proyectos personales, modelo de vida, etc.
- Organizacional: puede dirigirse a ejecutivos o a empresas en su conjunto.
- Deportivo: trabaja sobre todo la motivación y el desarrollo en el potencial del deportista.

Según el método que emplea, el coaching puede distinguirse como:
- Ontológico: está orientado a la optimización del lenguaje, las herramientas y los procesos lingüísticos utilizados por la persona. Su fin es la modificación y mejora la expresión de los individuos.
- Sistémico: entiende a la persona como parte de un sistema. Analiza el impacto de la persona en su entorno.
- Con inteligencia emocional: se basa en las aportaciones de Daniel Goleman sobre inteligencia emocional.
- Coercitivo: busca un cambio profundo en la persona. Es un método que ha recibido numerosas críticas.
- Programación neurolingüística: analiza la manera en que el individuo analiza y procesa la realidad.
- Cognitivo: se basa en el entrenamiento de las funciones cognitivas, es decir, las funciones expresivas y receptivas, la memoria, el aprendizaje y el pensamiento.
- Funcional: metodología de impacto inmediato, utilizando un enfoque práctico, herramientas de fácil implementación y plan funcional para lograr objetivos.

## Metodología
Enrique Vergara Schmitt define el coaching como un proceso dialógico y praxeológico, mediante el cual el coach genera las condiciones para que la persona o grupo implicados en dicho proceso busquen el camino para alcanzar los objetivos fijados usando sus propios recursos y habilidades, fuertemente apoyados de la motivación, responsabilidad y creatividad. Existen varios enfoques, métodos y tipos de coaching, los cuales pueden llegar a variar en gran medida.
La mayoría de las organizaciones de coaching defienden que es un modelo de acompañamiento no directivo en el que intervienen dos personas, el coach y el coachee. Por lo general, el proceso se explica como un método de indagación y gestión de creencias, de manera que el coach aplica un método que trata de no dirigir al cliente, sino que permite que el cliente descubra por sí mismo, sin que el coach le transmita conocimientos. 
Si nos referimos a un método de coaching centrado en las acciones, podríamos decir que el entrenador se compromete con su entrenado en una alianza de colaboración, estableciendo unos objetivos concretos y diseñando un plan de acción que les permita alcanzarlos dentro de los plazos establecidos.
Si hablamos de un coaching de estilo transformador, el coach acompaña al cliente a observar, comprender y reobservar su realidad en torno a un objetivo y la situación del cliente en el entorno, de manera que el resultado es una reinterpretación no dirigida que aporta claridad y nuevos puntos de vista al cliente. Con los nuevos puntos de vista, el cliente puede encontrar interpretaciones más útiles para su lograr su objetivo. Este proceso, el coach aporta técnicas de indagación, pero la información encontrada y su utilidad, son exclusivas del cliente.
En la efectividad del coaching influye el tipo de relación establecida entre los participantes, pues se requiere que esté basada en la confianza. Cuando el coaching se aplica en el entorno laboral y está especializado en un área específica, el coach puede ser también un consultor que innove en los procedimientos. Por lo tanto, para mejorar la productividad del proceso, el coach debe tener un conocimiento profundo del puesto de trabajo desarrollado por el entrenado y de la forma en que este puesto se relaciona con los objetivos de la organización. Asimismo, el coach tiene que disponer de voluntad para comunicar, debe desear y ser capaz de compartir su información con el entrenado y estar dispuesto a tomarse el tiempo que requiere este esfuerzo.

## Abusos y riesgos
El coaching no tiene una definición institucional, por lo que el título de entrenador no está protegido legalmente: cualquiera puede, por tanto, proclamarse coach y ejercer bajo esta premisa sin ninguna formación particular. No existe regulación de esta actividad ni evaluación de su efectividad.
Los coachers se dirigen a menudo a personas vulnerables e inducen el control mental, el riesgo de manipulación mental y de abuso de la debilidad es grande: muchos charlatanes pueden atraer así a personas desprevenidas de las que se benefician económicamente a cambio de unos beneficios ilusorios.
Tampoco faltan quienes hablan del coaching como uno de los ámbitos del movimiento sectario. Entre el 10% y el 20% de los informes presentados a la Misión Interministerial de Vigilancia y Lucha contra los Abusos Sectarios se refieren al coaching. Gracias a ello, empresas enteras han caído bajo el control de gurús peligrosos o incluso de sectas.
El colegio de psicólogos de la provincia de Córdoba (Argentina) se ha manifestado y advertido sobre el ejercicio ilegítimo del coaching ontológico y sus proyectos de ley que amenazan con insertarse no fundamentada ni regulada.
Por otra parte, los servicios de coaching son ofrecidos sin ninguna fundamentación en buenas evidencias científicas.
El coaching ha sido también descrito como una forma de resiliencia neoliberal al plantearse como una «estrategia de mitigación de la indignación y la protesta social» y al aludir «a la capacidad individual de interiorizar y asimilar positivamente los efectos negativos y las contradicciones del proceso de producción y acumulación capitalista». En el coaching se desdibujan las características públicas y colectivas, en favor de un énfasis en lo individual y lo íntimo. Todo éxito y fracaso está, en el coaching, ligado a las prácticas individuales. El resto toma un papel secundario que no posee mayor valía en sí mismo.

### Coaching coercitivo
Se denomina coaching coercitivo a un tipo de entrenamiento motivacional que surgió en los años 60 en Estados Unidos. Ha sufrido cierto desarrollo en Latinoamérica. Pretende motivar al individuo y fomentar su sentimiento de pertenencia a un grupo.
Desde varios sectores se apunta al coaching coercitivo como una estrategia perjudicial para el individuo, pues se ocupa de «minar su identidad individual y fomentar su sentimiento de sumisión al grupo». Los escándalos de coaches en América Latina que terminan revelando organizaciones coercitivas también levantan las alarmas en la población sobre la regulación de estas prácticas.